# Анушіраван ібн Манучіхр
Анушираван Шараф аль-Маалі ібн Манучіхр (перс. انوشیروان پسر منوچهر) — середньовічний правитель Ґорґану й Табаристану з династії Зіяридів.
Син еміра Манучіхра. 1031 року після смерті останнього успадкував трон. Його статус було підтверджено султаном Масудом I Газневі. У 1032 році його родич по материнській лінії і командувач війська Абу Каліджар ібн Вайхан, що одружився на матері Ануширавана фактично перебрав владу у державі, що було визнано султаном, який в 1033 році одружився з однією з доньок Абу Каліджара. 1035 року, коли щорічна данина не була сплачена Масуд I вдерся до Табаристану, змусивши Абу Каліджара втекти. Анушираван в цей час перебував у м. Сарі. Коли газневідське військо повернулося до себе. Абу Каліджар відновив контроль над державою та уклав мир з Масудом, пообіцявши сплачувати данину. Саме тоді столиця держави переноситься з Горгану до Амолу.
1040 року, скориставшись нищівною поразкою султана Масуда I від Сельджукидів, Анушіраван за підтримки матері вдалося заарештувати Абу Каліджара та відновити самостійне правління. У 1041 або 1042 році сельджуки під орудою Тогрул-бека захопили Ґорґан. Правителем тут було поставлено Мердавіджа ібн Бішуї, який оженився на матері Ануширавана і зрештою уклав з ним мир, за яким емір Зіяридів визнав зверхність Сельджукидів, а натомість зберіг за собою Табаристан зі сплатою данини у 50 тис. динарів. Разом з тим низка родичів Ануширавана у Гіляні фактично перетворилися у самостійних правителів, що мешкали у гірських фортецях з невеличкими володіннями.
В подальшому Анушіраван спокійно панував, доки його не було вбито на полюванні у 1050 році. Трон успадкував його стриєчний брат Кекавус.